# Dolni Manastirec
Dolni Manastirec (makedonska: Долни Манастирец) är ett samhälle i Nordmakedonien. Det ligger i den centrala delen av landet, 40 kilometer söder om huvudstaden Skopje. Dolni Manastirec ligger 714 meter över havet och antalet invånare är 243.